# Eunidia angolana
Eunidia angolana es una especie de escarabajo longicornio del género Eunidia, categorizada en la tribu Eunidiini, de la subfamilia Lamiinae. Fue descrita por Lepesme en 1953.

## Descripción
Mide 4,5-9 mm de longitud.

## Distribución
Se distribuye por Angola, Costa de Marfil, Etiopía, Kenia, Malaui, Mozambique, República Centroafricana, República Sudafricana, Tanzania, Zambia y
Zimbabue.